# Militärflugplatz Menagh

i8
i11
i13
Der Militärflugplatz Menagh (Minnigh; arabisch قاعدة منغ الجوية العسكرية) befindet sich 6 km südlich von Aʿzāz in Syrien, am Rand der Ortschaft Minaq.
Die syrischen Luftstreitkräfte hatten hier vor 2012 die 4. Flugtrainingsstaffel mit Trainingsflugzeugen des Typs MBB 233 Flamingo und Hubschraubern des Typs Mil Mi-8 stationiert.
Während des Bürgerkriegs in Syrien seit 2011 griffen Rebellen der Freien Syrischen Armee (FSA) und Verbündete am 2. August 2012 die Luftwaffenbasis an. Am 27. Dezember 2012 war der Stützpunkt nach schweren Kämpfen eingekesselt und die syrische Luftwaffe versuchte, mit MiG-Kampfflugzeugen die Belagerung der Aufständischen zu unterbinden.
Die syrischen Regierungstruppen verloren nach monatelangen Kämpfen den Flughafen dann im August 2013.
Kurdische Volksverteidigungseinheiten (YPG) eroberten den Flugplatz am 11. Februar 2016 vom Rebellenbündnis Levante-Front. Türkische Artillerie, die in der Nähe des Grenzübergangs bei Kilis auf türkischem Staatsgebiet aufgefahren war, beschoss zwei Tage später den Stützpunkt mit Granaten.